# Pilling Them Softly
Pilling Them Softly («Отпилюль их нежно») — премьерная серия четырнадцатого сезона мультсериала «Гриффины». Показ состоялся 27 сентября 2015 года на канале FOX.

## Сюжет
Воспитатель в детском саду говорит Лоис о том, что у Стьюи, возможно, есть некоторые проблемы с концентрацией внимания: у него синдром гиперактивности. По совету воспитательницы Лоис приходит к доктору Хартману, который прописывает Стьюи таблетки, содержащие наркотические вещества для подавления нервной системы.
На следующее утро Брайан обнаруживает Стьюи в своей комнате: тот совершенно подавлен, речь стала медленной, а зрачки увеличились. Брайан в бешенстве: как можно годовалому ребенку прописывать сильнодействующие психотропные препараты? Мег говорит, что в её школе многим прописаны подобные препараты, но они действуют на всех по-разному: школьникам, например, они помогают сконцентрироваться на учёбе и увеличить продуктивность работы. Тогда Брайан под предлогом выбросить таблетки забирает упаковку у Стьюи, решив, что, приняв таблетки, он сможет написать шедевр. Так и происходит: Брайан становится гиперактивным, работает ночами и, наконец, готов поехать на книжную ярмарку. К его сожалению, Джордж Мартин негативно отзывается о работе. Он говорит, что таблетки помогли ему написать много, но не написать хорошо. Расстроенный Брайан признаёт, что эти таблетки больше им со Стьюи не нужны и, выбросив их, вместе они уезжают домой.
Тем временем в баре парни узнают, что у Гленна есть кулинарный талант: на ужине, куда были приглашены все со своими семьями, Куагмир демонстрирует потрясающие блюда. Лоис предлагает ему пройти кастинг на кулинарное шоу на пятом канале. Однако продюсеры ставят условие: Питер, который постоянно шутит в кадре и мешает Гленну, должен сниматься вместе с ним. Спустя некоторое время Куагмир не выдерживает и увольняет Питера, тот же открывает своё собственное шоу. Парни ссорятся, и тогда продюсеры предлагают провести кулинарный поединок: победитель получит собственное кулинарное шоу. После непродолжительных тренировок наступает время конкурса: как назло, основным ингредиентом становится масло, приготовить из которого Гленн ничего не может и расстраивается совсем. Питер, к тому времени приготовивший комплексный обед, понимает, что он тем самым разрушил мечту своего друга. Тогда он сам немедленно съедает всё то, что наготовил. Победителем становится Куагмир. Он быстро понимает, что Гриффин специально уничтожил свои блюда и решает отказаться от шоу, ведь из-за него чуть не распалась самая важная дружба.

## Рейтинги
- Рейтинг эпизода составил 1.5 среди возрастной группы 18-49 лет.
- Серию посмотрело порядка 2.87 миллиона человек.
- Серия стала четвертой в рейтинге Animation Domination на канале FOX.[1]

## Критика
Джесси Шедин, обозреватель из IGN, дал эпизоду 7.9 баллов из 10: «Пускай, это был не самый лучший эпизод „Гриффинов“, однако, „Отпилюль их нежно“ — весьма неплохой способ начать сезон. Оба сюжета имели весьма стабильный (а то и перегруженный) уровень юмора с пародиями на Джорджа Мартина и даже с социальными комментариями в придачу. Судя по тому, как данное шоу творчески борется за выживание в последние пару лет, это было многообещающее начало сезона»